# 무라카미정
무라카미정(村上町)은 니가타현 이와후네군에 설치되었던 정이다. 현재의 무라카미시에 해당한다.